# Boliviaanse fluitkikker
De Boliviaanse fluitkikker (Leptodactylus bolivianus) is een kikker uit de familie fluitkikkers (Leptodactylidae). De soort werd voor het eerst wetenschappelijk beschreven door George Albert Boulenger in 1898. Oorspronkelijk werd de wetenschappelijke naam Rana ocellata gebruikt.
De soort komt voor in delen van Bolivia, Brazilië, Colombia, Costa Rica, Ecuador, Frans-Guyana, Guyana, Nicaragua, Panama, Peru, Suriname, Trinidad en Tobago en Venezuela. De kikker leeft in droge bossen, rivieren, tuinen, stedelijke gebieden, in vijvers en kanaaltjes, riolen en in plantages. Als de Boliviaanse fluitkikker wordt verstoord vertoont het dier agressief gedrag in plaats van weg te vluchten.